# Хеллер, Густав
Густав Хеллер (нем. Gustav Heller; 23 августа 1866, Рейдт, Мёнхенгладбах — 5 марта 1946, Лейпциг) — немецкий химик, специалист по химии анилиновых красителей; профессор Лейпцигского университета.

## Биография
Густав Хеллер родился 23 августа 1866 года в Рейдте (Мёнхенгладбах); с 1886 по 1890 год он учился в Берлине, Вюрцбурге и Гейдельберге. В 1890 году, под руководством будущего Нобелевского лауреата Эмиля Фишера, он получил кандидатскую степень за диссертацию «О воздействии карбонилсульфида, фосгена и эфиров хлор-угольной кислоты на фенилгидразин». В том же году Хеллер стал ассистентом в Вюрцбургском университете, а с 1891 по 1900 год — являлся сотрудником научной лаборатории компании Hoechst.
В период с 1904 по 1930 Густав Хеллер являлся ассистентом в лаборатории прикладной химии и фармакологии Лейпцигского университета, где ему удалось синтезировать антрахинон (средство для защиты семян). В 1904 год в Лейпцигском университете он стал доктором наук, защитив диссертацию «О взаимодействии анилина и его гомологов с дихлоруксусной кислотой» (Über das Verhalten von Anilin und seinen Homologen gegen Dihalogenessigsäure). До 1911 года он преподавал в Лейпцигском университете в качестве приват-доцента, а затем — в качестве экстраординарного профессора химии; его специализацией являлась химия анилиновых красителей.
11 ноября 1933 года Густав Хеллер был среди более 900 ученых и преподавателей немецких университетов и вузов, подписавших «Заявление профессоров о поддержке Адольфа Гитлера и национал-социалистического государства». Скончался 5 марта 1946 года в Лейпциге.

## Работы
- Über die Konstitution des Anthranils, Stuttgart, 1916.
- Über Isatin, Isatyd, Dioxindol und Indophenin, Stuttgart, 1931.